# Megumin
Megumin (めぐみん en japonés) es un personaje ficticio de manga y anime de KonoSuba!.
Megumin se ha convertido en un personaje emergente de KonoSuba. La respuesta crítica a Megumin ha sido positiva, con elogios particulares centrados en el humor de las bromas del personaje. También se ha elogiado la actuación de Rie Takahashi como actriz de voz de Megumin. La popularidad del personaje llevó a Megumin a convertirse en el personaje principal de KonoSuba: God's Blessing on This Wonderful World. Legend of Crimson, que explora sus antecedentes, así como una serie de precuelas que detallan su pasado antes de conocer al grupo de Kazuma Satō. También protagoniza su propio programa derivado titulado Konosuba: An Explosion on This Wonderful World! basada en la novela ligera del mismo nombre que explora su historia dos años antes de los eventos del programa principal y se estrenó en abril de 2023.

## Creación
Megumin fue creada por Akatsuki Natsume, quien notó que exponía el aura de una heroína atractiva, lo que llevó a que su popularidad eclipsara a la heroína real, Aqua.
En japonés, Megumin tiene la voz de Rie Takahashi, mientras que Erica Méndez proporcionó su voz en inglés. Para la película, Takahashi se burla del atractivo de Megumin cuando está junto a su fiesta y su ciudad, ya que afirma que el personaje no puede hacer las cosas por su cuenta. Dado que Megumin es el foco principal de la película de 2019, Takahashi recuerda que el director Kanasaki quería que le diera a Megumin un atractivo atractivo que a menudo conducía a grabaciones en las que Takahashi estaba confundido. Esto fue principalmente cuando Megumin y Kazuma interactúan de una manera aparentemente romántica. Intentó darle a Megumin un lado más femenino, lo que hizo un gran contraste con la mayoría de sus escenas anteriores. En retrospectiva, Takahashi disfrutó la película por cómo amplió aún más la historia de Megumin.

## Apariciones
Megumin es una archimaga de 14 años(12-13 en el spinoff, 13 al principio de la novela ligera y del anime. Pero es generalmente aceptado que tiene 14 años, porque esa es su edad durante la mayoría del anime y de la novela visual), que forma parte de la raza Crimson Demons: humanos modificados que poseen cabello castaño oscuro, ojos carmesíes, una poderosa afinidad mágica y características chūnibyō. con un parche en el ojo por estética razones. Megumin solo conoce un hechizo de explosión único e increíblemente poderoso que inmediatamente agota su maná y la incapacita después de un solo uso, y se niega a aprender otras habilidades. Debido a la fuerza y las consecuencias resultantes del hechizo, lucha por encontrar una persona que la acepte antes de conocer a Kazuma, quien con el tiempo la llama maníaca de las explosiones.
El personaje también aparece en la serie cruzada Isekai Quartet.